# 1824 a tudományban
Az 1824 a tudományban és a technikában.

## Publikációk
- Sardi Carnot: Réflexions sur la puissance motrice du feu (Elmélkedések a tűz hajtóerejéről). Ebben bevezette az úgynevezett Carnot-körfolyamatot, amivel lefektette a termodinamika második főtételének alapjait.

## Csillagászat
- William Pearson publikálja híres művét An Introduction to Practical Astronomy címmel.

## Paleontológia
- William Buckland először ír le dinoszauruszt tudományos szaklapban.

## Technológia
- Nicolas Léonard Sadi Carnot a gőzgépek terén ér el fejlődést.
- Joseph Aspdin szabadalmat nyújt be a cementre.

## Díjak
- Copley-érem: John Brinkley
- Királyi Csillagászati Társaság Aranyérme: Charles Babbage, Johann Franz Encke

## Születések
- február 7. – William Huggins csillagász († 1910)
- február 22. –  Jules Janssen francia csillagász, aki a Nap kromoszférájában felfedezte az akkor még ismeretlen héliumot[1] († 1907)
- február 16. – Peter Kozler geográfus († 1879)
- március 12. – Gustav Robert Kirchhoff fizikus († 1887)
- május 1. – Julius von Haast geológus († 1887)
- május 18. – Wilhelm Hofmeister botanikus († 1877)
- június 26. – William Thomson (Lord Kelvin) fizikus († 1907)
- június 28. – Paul Broca antropológus († 1870)

## Halálozások
- december 24. - James Parkinson sebész (* 1755)